# جسر الحزام الصغير
جسر الحزام الصغير (بالدنماركيّة: Lillebæltsbroen)، يُطلق عليه أيضًا جسر الحزام الصغير القديم (بالدنماركيّة: Den gamle Lillebæltsbro) هو جسر جملوني مُخصَّص للقطارات حاليًا، تم افتتاحه عام 1935. يقطع مضيق الحزام الصغير في بحر البلطيق بين كل من يوتلاند وجزيرة فين في الدنمارك. تملك الجسر سلطة سكك الحديد الدنماركيّة (بادنمارك)، وهي المسؤولة عن أعمال الصيانة.
كان الجسر يُعتبر الخطوة الأولى لربط أجزاء الدنمارك الثلاث بعضها ببعض عن طريق سكك الحديد والمركبات، حيث اكتملت الخطوة الثانية ببناء جسر الحزام الكبير عام 1998، إذ كان العبور في هذه المنطقة سابقًا محصورٌ بالعبّارات وبعض القوارب. لقد تم بناء جسر مجاور (جسر الحزام الصغير الجديد) عام 1970 لتخفيف الازدحام على هذا الجسر بسبب ازدياد حركة المرور بين يوتلاند وفين، ليُستخدم لعبور القطارات فقط.

## التصميم والإنشاء
قامت شركة مونبرغ وثورسن الدنماركيّة بتنفيذ أعمال البناء لهذا الجسر الجملوني ذو التصميم الكابولي عام 1929، واستمرت أعمال البناء لستة أعوام، حيث تم افتتاح الجسر في 14 أيار/ مايو 1935. يبلغ طول البحر للجسر (أطول قطعة بين الركائز) 220 مترًا، ويبلغ طوله الإجمالي 1,178 مترًا وعرضه 20.5 مترًا وارتفاعه 33 مترًا.

## صور

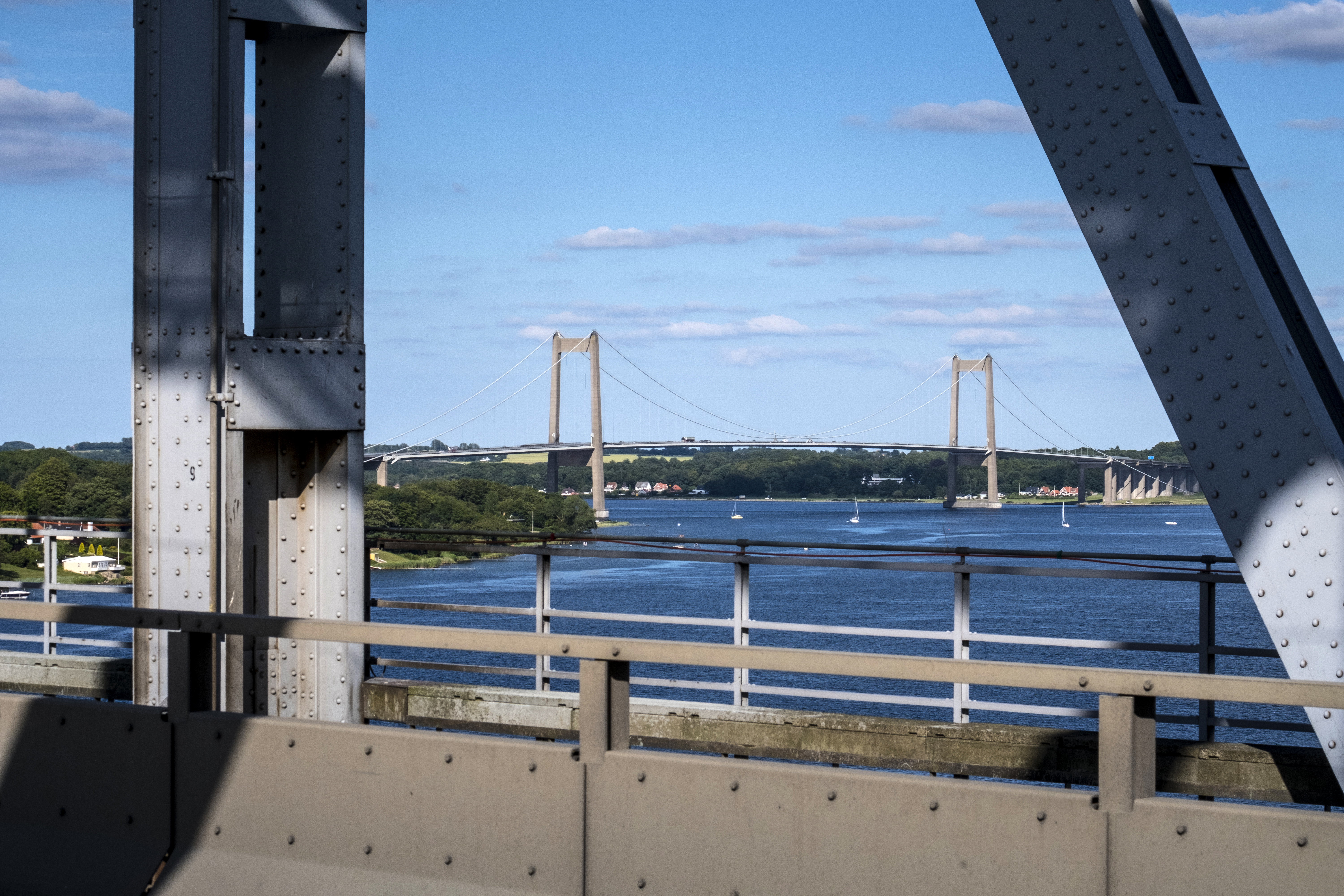
الجسر القديم وخلفه الجسر الجديد
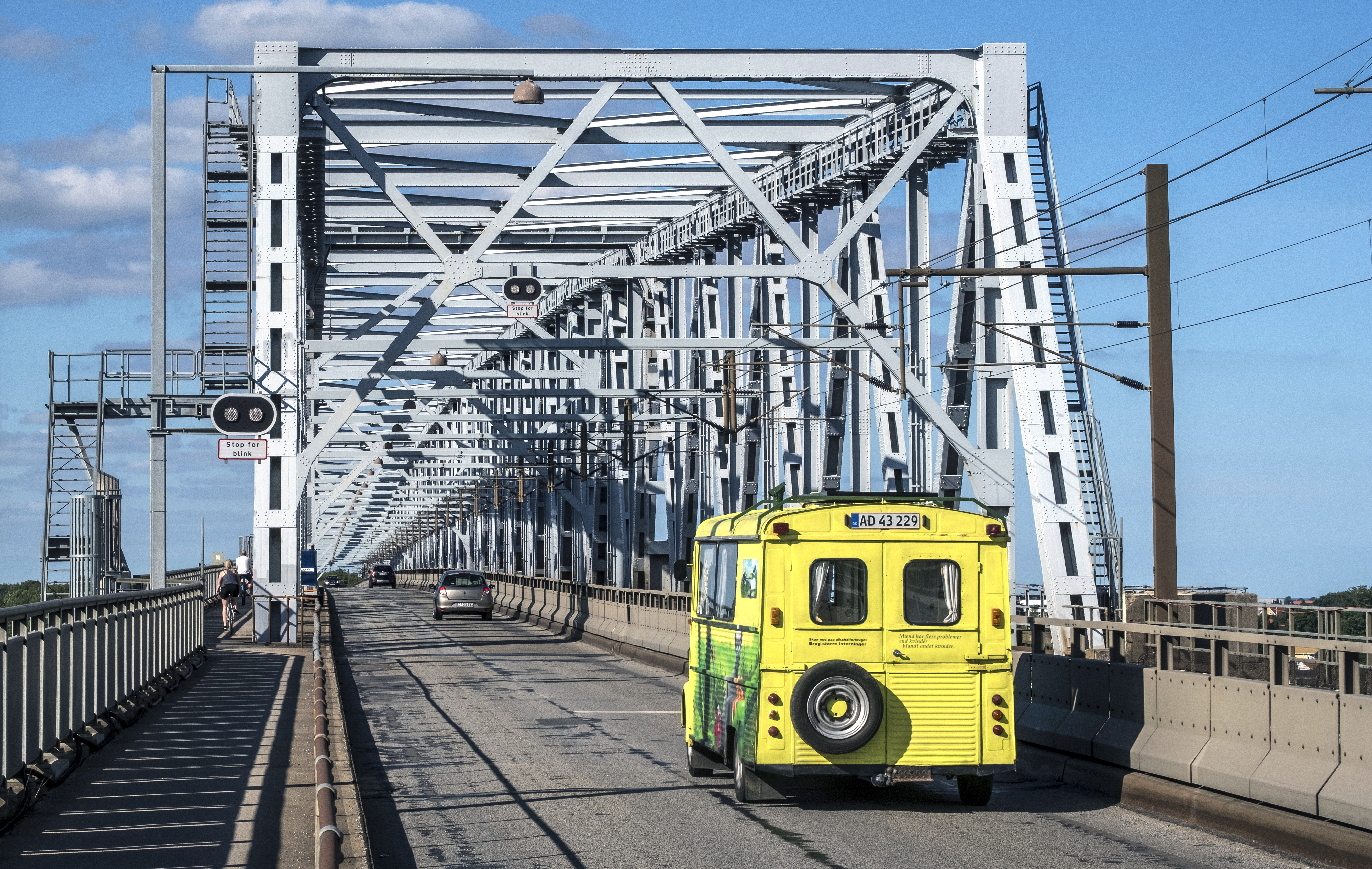
عبور الجسر
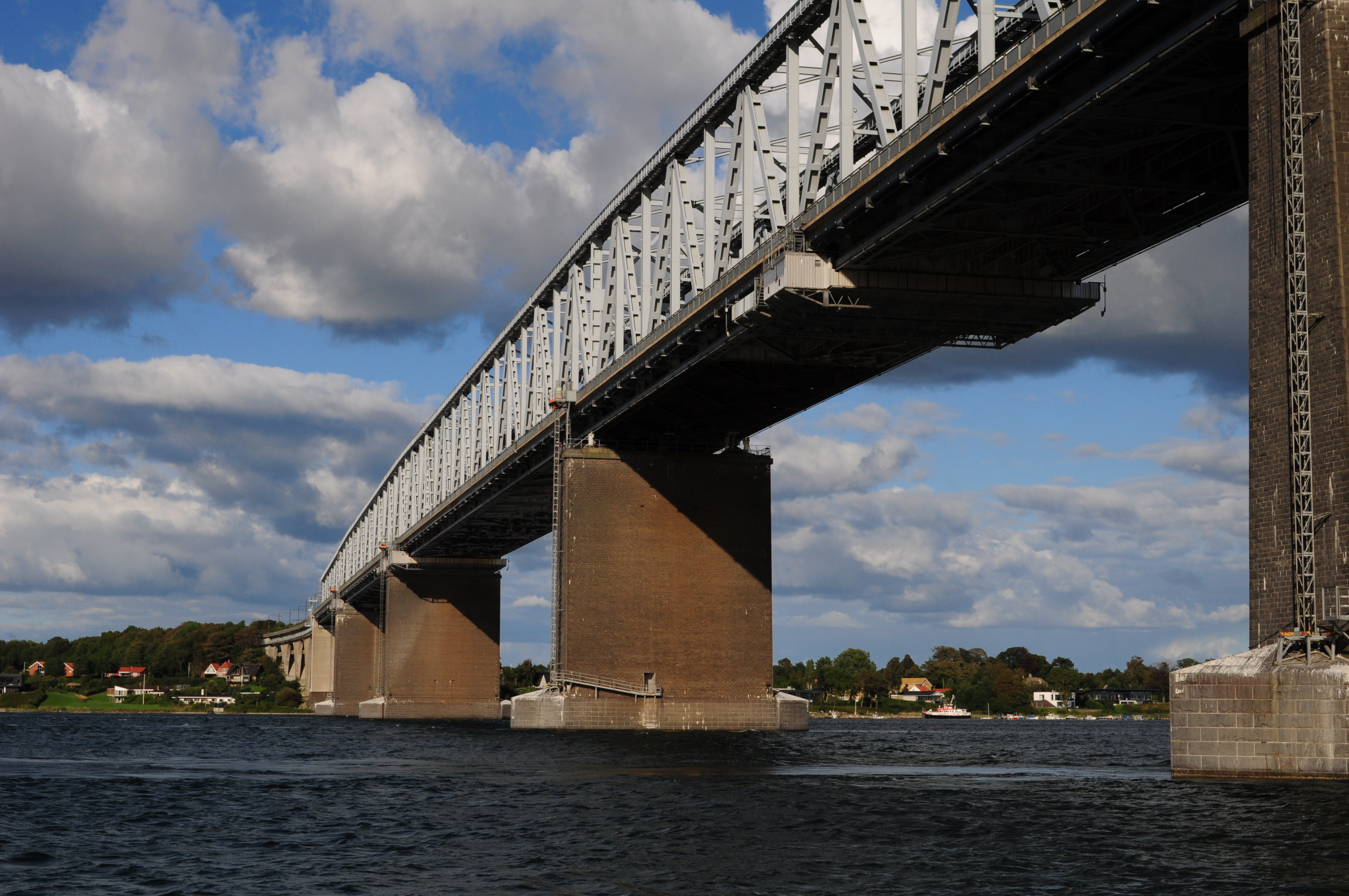
قواعد الجسر من الأسفل

## وصلات خارجية
- صورة جويّة للجسر في الدنمارك، ويكيمابيا
- جسر الحزام الصغير القديم
- معرض صور الجسر
- صور الجسر
- معلومات وصور عن الجسر